# Bialgebra
| Bialgebra                                                                |
| ------------------------------------------------------------------------ |
| berührt die Spezialgebiete                                               |
| - Mathematik - Abstrakte Algebra - Lineare Algebra - Kommutative Algebra |
| ist Spezialfall von                                                      |
| - Algebra - Koalgebra                                                    |
| umfasst als Spezialfälle                                                 |
| - Hopf-Algebra                                                           |

Eine Bialgebra hat sowohl die Struktur einer unitären, assoziativen Algebra als auch die dazu duale Struktur einer Koalgebra. Der wichtigste Spezialfall von Bialgebren sind Hopf-Algebren, zu denen auch die Quantengruppen gehören.

## Definition
Sei {\displaystyle k} ein Körper und {\displaystyle B} sowohl unitäre assoziative Algebra über {\displaystyle k} als auch Koalgebra über {\displaystyle k}. Dabei bezeichne {\displaystyle \mu _{B}} die Multiplikation, {\displaystyle \eta _{B}} die Eins (Einbettung des Körpers in die Algebra), {\displaystyle \Delta _{B}} die Komultiplikation und {\displaystyle \epsilon _{B}} die Koeins.
{\displaystyle B} heißt Bialgebra über {\displaystyle k} wenn die folgenden äquivalenten Kompatibilitätsbedingungen erfüllt sind.
- Die Komultiplikation {\displaystyle \Delta _{B}} und die Koeins {\displaystyle \epsilon _{B}} sind Algebrahomomorphismen.
- Die Multiplikation {\displaystyle \mu _{B}} und die Eins {\displaystyle \eta _{B}} sind Koalgebrahomomorphismen.
- Die folgenden Diagramme kommutieren

|  |  |
|  |  |

Dabei ist {\displaystyle \tau _{B,B}:=v\otimes w\mapsto w\otimes v} die „Flip“-Abbildung, also der kanonische Isomorphismus der Tensorprodukte {\displaystyle V\otimes W} und {\displaystyle W\otimes V} angewandt auf {\displaystyle B\otimes B}.
Die Bialgebren bilden zusammen mit den Abbildungen, die sowohl Algebra- als auch Koalgebrahomomorphismen sind, eine Kategorie.

## Verallgemeinerung
Algebren und Koalgebren können in beliebigen monoidalen Kategorien betrachtet werden. Für Kompatibilitätsbedingungen ist es jedoch notwendig, dass auch das Tensorprodukt einer (Ko-)Algebra auf natürliche Weise wieder eine (Ko-)Algebra ist, dies bedingt die Existenz einer Zopfung.